# Shalisha
Shalishah ou Baal-Shalisha est un lieu d'identification incertaine mentionné dans le Livre des Rois (2 Rois 4:42) et le Talmud (Sanhédrin 12a).
Baal-Shalisha se traduit par "seigneur ou maître de trois choses", ou également  "la troisième idole, le troisième mari; ou, qui gouverne ou préside trois" (Baal = seigneur / maître; Shalisha = "trois choses", "troisième "ou" trois "). Cet ancien nom de lieu est conservé dans le nom arabe du village moderne de Kafr Thulth. 
Selon Eusèbe et jérôme, Baal-Shalisha était situé à 15 miles (romains) au nord de Diospolis (Lod). Eusèbe l'a identifié à Bathsarisa. Un autre candidat pour Shalishah est Serisiyyah, un endroit désormais ruineux à l'ouest du mont Ephraïm (en), une autre possibilité est Kafr Thulth qui est à peu près au nord-est de là. Le Talmud l'identifie comme le premier endroit chaque année pour la maturation des fruits.